# Liste der Kreisstraßen im Landkreis Wittmund

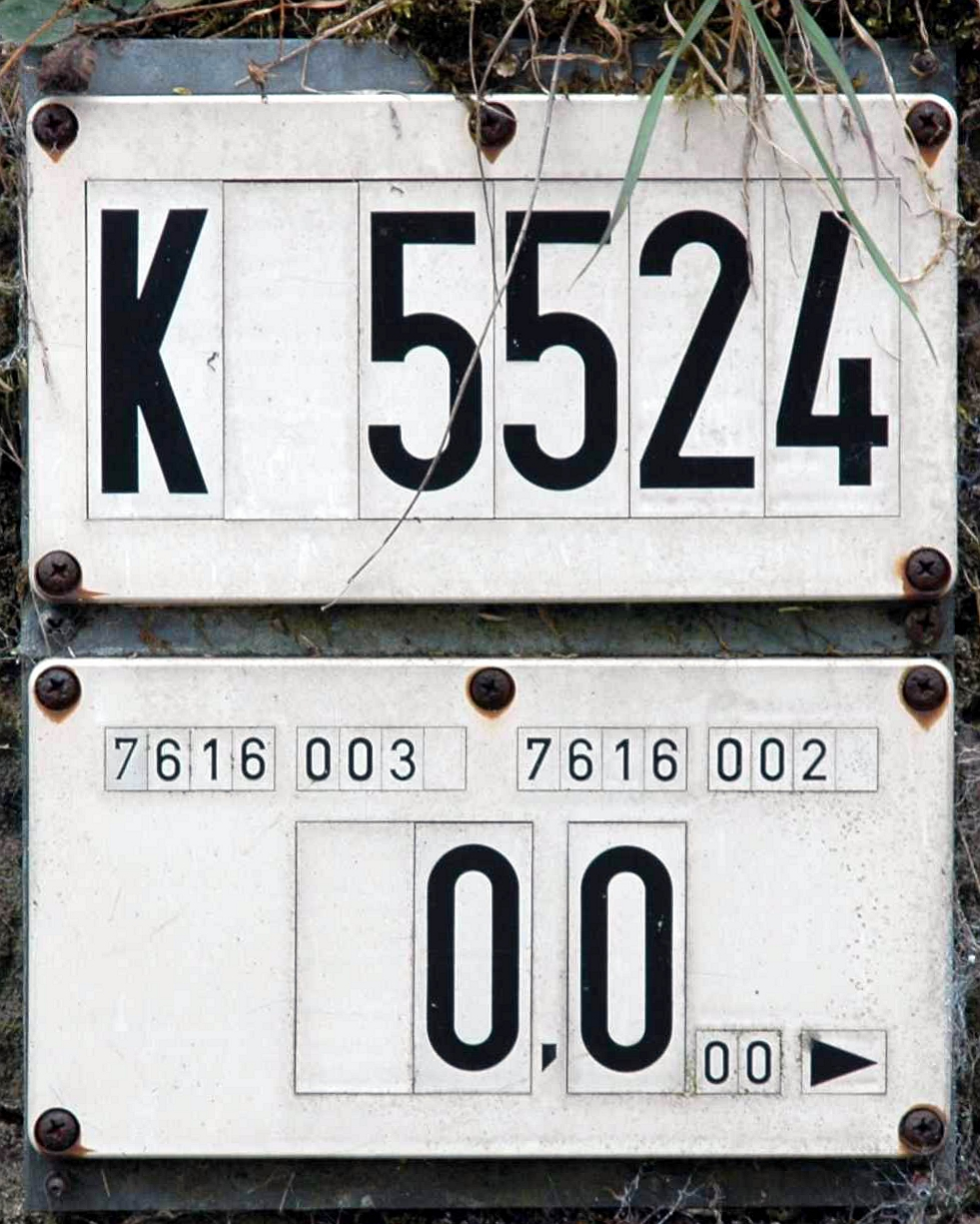
Stationszeichen

Die Liste der Kreisstraßen im Landkreis Wittmund führt alle Kreisstraßen im niedersächsischen Landkreis Wittmund auf. Auf den Inseln Langeoog und Spiekeroog, die ebenfalls dem Landkreis Wittmund angehören, gibt es keine Kreisstraßen.

## Abkürzungen
- K: Kreisstraße
- L: Landesstraße

## Liste
Nicht vorhandene bzw. nicht nachgewiesene Kreisstraßen werden in Kursivdruck gekennzeichnet, ebenso Straßen und Straßenabschnitte, die unabhängig vom Grund (Herabstufung zu einer Gemeindestraße oder Höherstufung) keine Kreisstraßen mehr sind.
Der Straßenverlauf wird in der Regel von Nord nach Süd und von West nach Ost angegeben.
| Nr.  | Verlauf                                                                                         |
| ---- | ----------------------------------------------------------------------------------------------- |
| K 1  | (K 210 im Landkreis Aurich) – Kreisgrenze – Fulkum – Epshausen – Schanze – L 6 in Holtgast      |
| K 4  | (K 244 im Landkreis Aurich) – Kreisgrenze – Utarp – L 6 – K 53 in Neuschoo                      |
| K 5  | L 6 – Ostochtersum – K 53 in Negenmeerten                                                       |
| K 6  | K 53 – Blomberg – K 40 – Kreisgrenze – (K 122 im Landkreis Aurich)                              |
| K 7  | L 5 in Ostbense – Hartward – L 8 in Esens                                                       |
| K 10 | – Groß Charlottengroden – Kreisgrenze – (K 88 im Landkreis Friesland)                           |
| K 12 | L 6 – Altharlingersiel – K 14                                                                   |
| K 13 | L 6 – K 14                                                                                      |
| K 14 | L 6 – Werdum – K 16 – K 13 – K 12 – Altfunnixsiel –                                             |
| K 15 | L 6 – Thunum – Osteraccum – L 10 in Stedesdorf                                                  |
| K 16 | K 14 in Werdum – Buttforde – K 17 – Burhafe – L 10 – K 54 –                                     |
| K 17 | K 16 in Buttforde – Funnix –                                                                    |
| K 19 | – K 20 – Kreisgrenze – (K 89 im Landkreis Friesland)                                            |
| K 20 | – Berdum – K 19                                                                                 |
| K 21 | in Wittmund – Eggelingen – Kreisgrenze – (K 281 im Landkreis Friesland)                         |
| K 22 | Uttel – L 10 in Wittmund                                                                        |
| K 23 | in Angelsburg – Willen                                                                          |
| K 24 | L 11 – Burmönken                                                                                |
| K 26 | Uthörn – L 11 in Isums                                                                          |
| K 27 | K 28 – Borgholt – K 48 – Hovel – L 11 in Leerhafe                                               |
| K 28 | – Ardorf – K 42 – K 27 – K 49 – Kreisgrenze – (K 124 im Landkreis Aurich)                       |
| K 31 | L 11 in Reepsholt – Abickhafe – K 32 – Lopsum – Kreisgrenze – (K 95 im Landkreis Friesland)     |
| K 32 | K 31 in Abdickhafe – Ringschloot                                                                |
| K 36 | – Horsten – K 45 – Kreisgrenze – (K 102 im Landkreis Friesland)                                 |
| K 38 | (K 150 im Landkreis Aurich) – Kreisgrenze – L 18 – Kreisgrenze – (K 301 im Landkreis Friesland) |
| K 40 | (K 203 im Landkreis Aurich) – Kreisgrenze – Eversmeer – K 52 – L 7 – K 43 – K 6 in Blomberg     |
| K 41 | L 11 in Leerhafe – Müggenkrug – K 48 – K 49 – L 34                                              |
| K 42 | (K 130 im Landkreis Aurich) – Kreisgrenze – K 28 in Ardorf                                      |
| K 43 | K 53 in Neuschoo – K 40                                                                         |
| K 44 | L 5 in Gründeich – Damsum – Utgast – L 6 in Holtgast                                            |
| K 45 | – K 36 in Horsten                                                                               |
| K 48 | K 27 – K 41 in Müggenkrug                                                                       |
| K 49 | K 28 – K 41 in Müggenkrug                                                                       |
| K 50 | L 12 – Upschört – L 34 – L 11 in Reepsholt                                                      |
| K 51 | K 54 – Burhafer Feldstrich – Negenbargen – Jackstede – in Webershausen                          |
| K 52 | L 6 in Nenndorf – K 40 in Eversmeer                                                             |
| K 53 | L 7 in Willmsfeld – Neuschoo – K 4 – K 43 – Negenmeerten – K 5 – K 6 – L 8                      |
| K 54 | L 8 – Dunum – Warnsath – K 51 – K 16 in Burhafe                                                 |